# Bisdom Merlo-Moreno

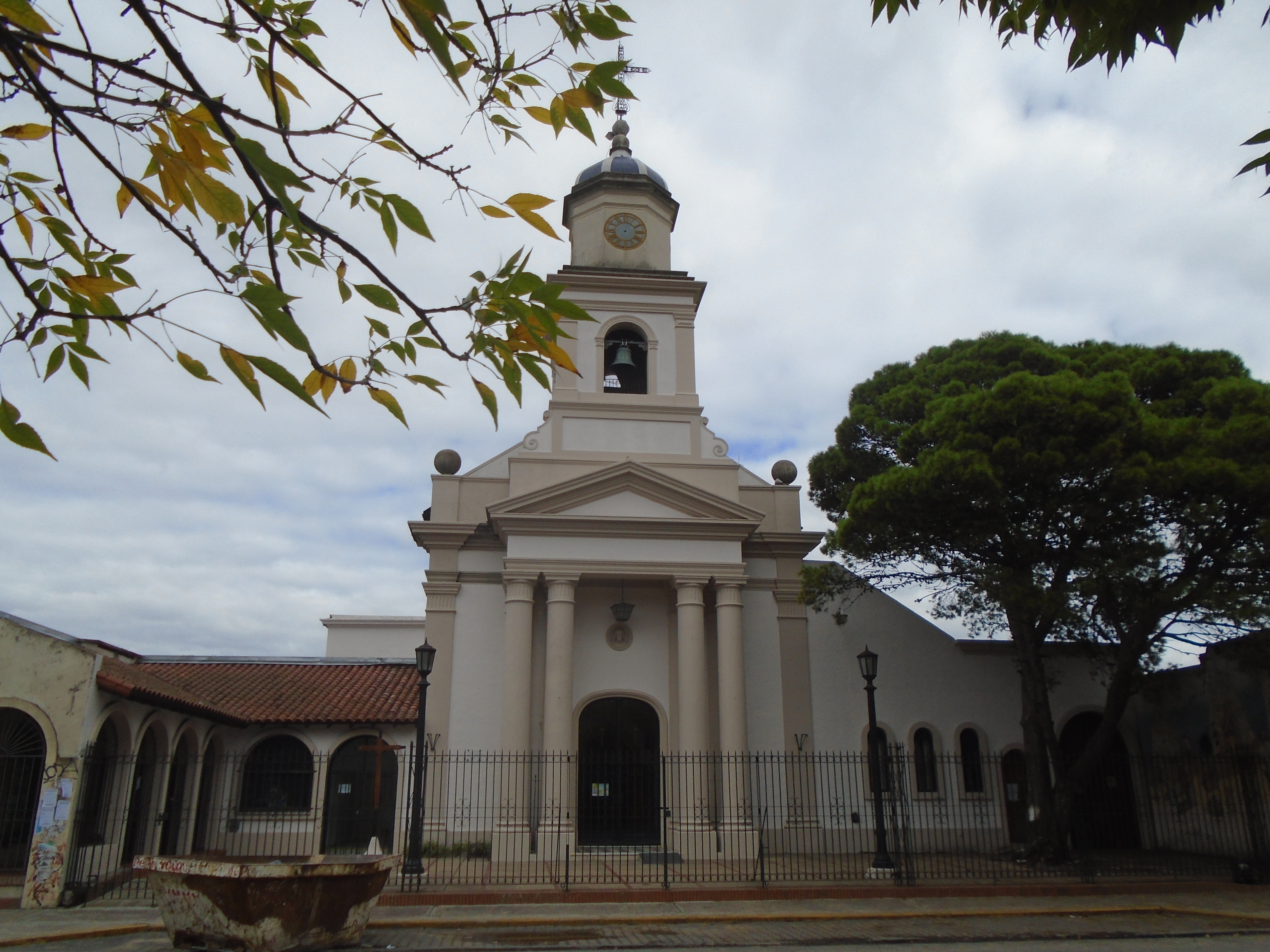
De kathedraal Nuestra Señora del Rosario van Moreno

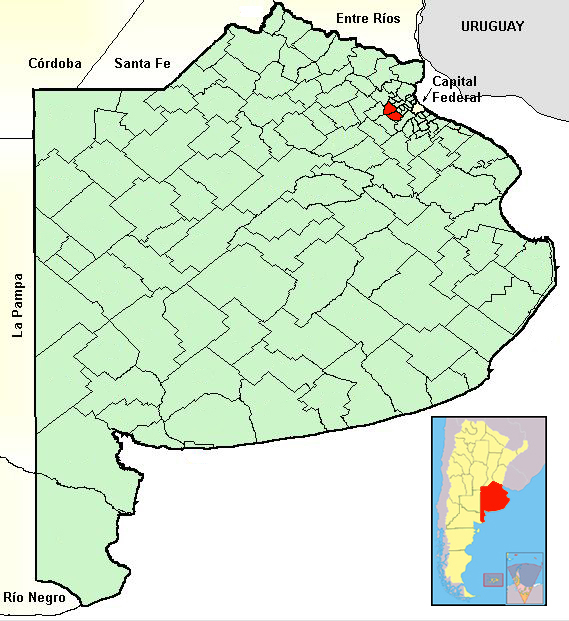
Het bisdom (rood) binnen de provincie Buenos Aires

Het bisdom Merlo-Moreno (Latijn: Dioecesis Merlensis-Morenensis) is een rooms-katholiek bisdom met als zetel Moreno in Argentinië. Het bisdom is suffragaan aan het aartsbisdom Mercedes-Luján. Het omvat de departementen (partido's) Merlo en Moreno in de provincie Buenos Aires.
Het bisdom werd opgericht in 1997 en was toen suffragaan aan het aartsbisdom Buenos Aires. In 2019 werd het suffragaan aan het aartsbisdom Mercedes-Luján.
In 2019 telde het bisdom 40 parochies. Het bisdom heeft een oppervlakte van 301 km² en telde in 2019 1.158.000 inwoners waarvan 80% rooms-katholiek waren. 

## Bisschoppen
- Fernando María Bargalló (1997-2012)
- Fernando Carlos Maletti (2013-2022)
- Juan José Chaparro Stivanello, C.M.F. (2022-)

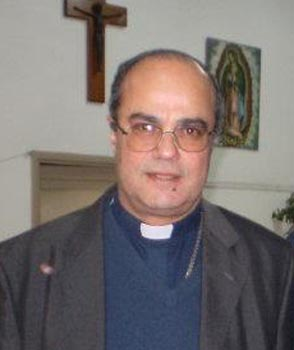
Fernando María Bargalló
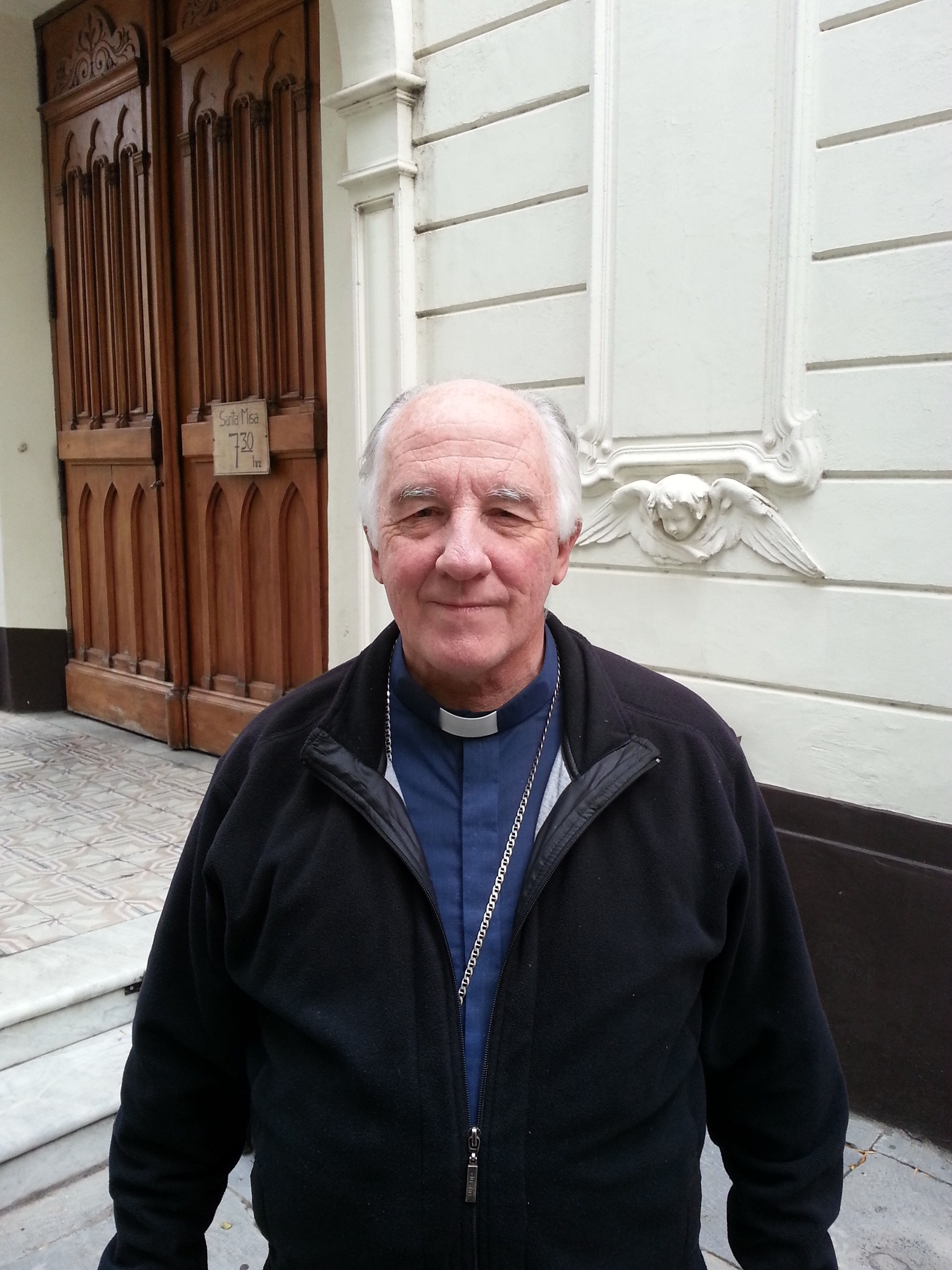
Fernando Carlos Maletti

Mercedes-Luján (aartsbisdom) · Merlo-Moreno · Nueve de Julio · Zárate-Campana